# 사하라 켄지

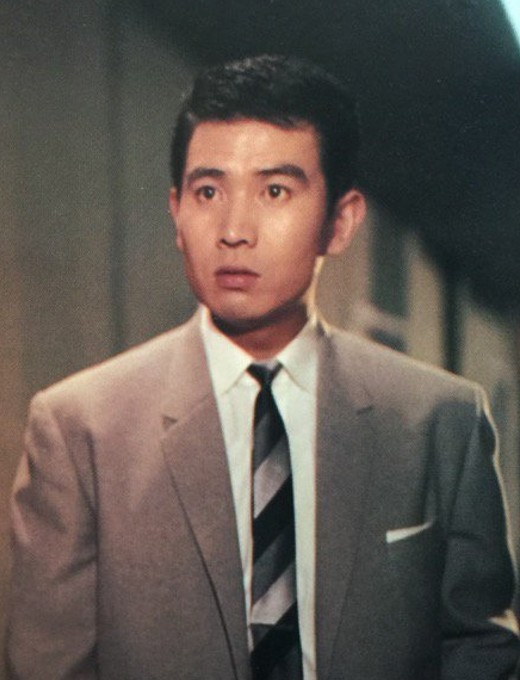

사하라 켄지(Kenji Sahara, 1932년 5월 14일 ~ )는 일본의 배우, 영화배우, 작사가이다.
가와사키시에서 태어났다.

## 방송
- 울트라맨 넥서스

## 영화
- 울트라맨 넥서스 (2004년)
- 고질라 - 파이널 워즈 (2004년)
- 미녀 혹은 야수 (2003년)
- 사기꾼 잇페이 (1999년)
- 고질라 22 - 고질라 대 우주 고질라 (1994년)
- 고질라 21 - 고질라 대 메가고질라 (1993년)
- 고질라 19 - 고질라 대 킹기드라 (1991년)
- 고질라 16 - 메가고질라 대 고질라 (1975년)
- 서둘러 젊은이! 내일은 기다려주지 않아 (1974년)
- 고질라 15 - 고질라 대 메카고질라 (1974년)
- 스페이스 아메바 (1970년)
- 고질라 11 - 리벤지 (1969년)
- 고질라 10 (1968년)
- 고질라 9 - 고질라 2세 (1967년)
- 프랑켄슈타인의 괴물: 산다 대 가이라 (1966년)
- 프랑켄슈타인 대 바라곤 (1965년)
- 고질라 6 - 머리 셋 괴물 기드라 (1964년)
- 고질라 5 - 모수라 대 고질라 (1964년)
- 마탄고 (1963년)
- 해저군함 (1963년)
- 추신구라 - 47로닌 (1962년)
- 모스라 (1962년)
- 고질라 4 - 킹콩 대 고질라 (1962년) - 후지타 가즈오 역
- 미스터리언스 (1957년)
- 하늘의 괴수 라돈 (1956년)
- 적선지대 (1956년)
- 고질라 3 - 괴수의 왕 (1956년) - 맨 온 보트 역
- 고질라 (1954년)